# Août 2009 en France
Chronologie de la France
- 2005
- 2006
- 2007
- 2008
- 2009
- 2010
- 2011
- 2012
- 2013

Janvier - Février - Mars - Avril - Mai - Juin - Juillet - Août - Septembre - Octobre - Novembre - Décembre 2009
2007 - 2008 - 2009 dans les DOM-TOM français - 2010 - 2011
2007 par pays en Europe - 2008 par pays en Europe - 2009 par pays en Europe - 2010 par pays en Europe - 2011 par pays en Europe

## Évènements
- Les Français médaillés aux Championnats du monde de judo 2009 à Rotterdam,  Pays-Bas :

 Morgane Ribout médaille d'or en moins de 57 kg, 
 Frédérique Jossinet médaille de bronze en moins de 48 kg 
 Teddy Riner médaille d'or en lus de 100 kg 

## Chronologie

### Samedi1eraoût 2009
Économie
- Téléphonie : appel officiel de candidature pour un quatrième opérateur en téléphonie mobile[1].
- Livret A : le taux de rémunération du Livret A est ramené de 1,75 % à 1,25 %, son plus bas niveau depuis la création de ce produit d'épargne en 1818. C'est sa troisième baisse en un an depuis ses 4,0 % en août 2008[2].

Affaires diverses
- Yonne : L'incendie accidentel d'un hangar d’élevage a causé la mort de quelque 21 000 poulets à Champignelles.
- Haute-Vienne : Un accident de circulation sur l'autoroute A20, au niveau de Bonnac-la-Côte, a causé la mort de 5 personnes et a fait 8 blessés dont 3 gravement[3].
- Gironde : Mort du philosophe Francis Jeanson (87 ans)[4].

Santé publique
- Marseille : un paquebot de croisière est mis en quarantaine car 133 personnes seraient atteintes par la  grippe A(H1N1) sur 5 100 passagers et membres de l'équipage[5].

Sport
- Voile : Le Français Pascal Bidégorry et son équipage ont battu le record de la plus grande distance parcourue en 24 heures à la voile, détenu par Franck Cammas et son équipage, en couvrant 880 milles à une moyenne de 36,66 nœuds.

### Dimanche2 août 2009
Affaires diverses
- Pyrénées-Atlantiques : baisse de fréquentation des fêtes de Bayonne à cause du mauvais temps. Le défilé des chars (corso) a été annulé[6].
- Bouches-du-Rhône : un violent orage de grêle a endommagé quelque 1 200 ha de vignes sur 4 000 ha autour de la montagne Sainte-Victoire sur les communes de Puyloubier, Rousset et Trets[7].

Santé publique
- Virus: Une équipe de virologues français a identifié un nouveau variant du VIH de type 1 (majoritaire), virus à l'origine de la majorité des cas de sida[8].

### Lundi3 août 2009
Économie
- Aides agricoles : Le ministre de l'Agriculture Bruno Le Maire affirme que les producteurs français de fruits et légumes devront rembourser plusieurs centaines de millions d'euros d'aides accordées par l’État entre 1992 et 2002. Or, selon la FNSEA, principal syndicat agricole français, les producteurs n'ont pas bénéficié d'aides directes et il y a une « incompréhension » avec le ministre[9].

### Mardi4 août 2009
Économie
- Haut-Rhin : La société de sécurité et de gardiennage Cobra Sécurité basée à Rouffach, et employant 182 salariés dans toute la France, est placée en liquidation judiciaire.
- Selon le secrétaire d’État au Logement Benoist Apparu, 150 000 logements sociaux seront financés en 2009, contre 104 000 l'année précédente[10].
- Selon le quotidien Libération, la banque BNP Paribas prévoit de distribuer à ses traders un milliard d’euros de plus qu’en 2008 sous forme de bonus, grâce à ses bonnes performances du début d’année.

Affaires diverses
- Génération écologie dénoncé l'« irresponsabilité environnementale » du Tour de France cycliste, pointant les dépôts de déchets et les émanations de CO2 liés aux spectateurs et à la caravane. Chaque jour plusieurs dizaines de tonnes de déchets sont ramassés par les diverses collectivités territoriales. Génération Écologie demande aux organisateurs du Tour de publier son bilan carbone, de verser une compensation financière à un programme de protection de l'environnement, et d'adopter et promouvoir « un comportement éco-citoyen »[11].
- Le Conseil supérieur de l'audiovisuel est condamné à verser 100 000 euros pour « préjudice administratif » à la radio musicale Skyrock après des « refus renouvelés » d'autorisation d'émettre dans 55 villes de France, alors que ces rejets ont été « jugés illégaux par le Conseil d’État »[12].
- Landes : Un accident d'autocar portugais avec 53 passagers, assurant la liaison entre Stuttgart (Allemagne) et Porto (Portugal), a fait un mort et 19 blessés sur la RN10 à Saugnacq-et-Muret[13].
- Pyrénées-Orientales : Un petit avion-école, qui avait décollé de Perpignan pour une leçon de pilotage, s'est abîmé en mer au large de Canet-en-Roussillon, faisant 2 morts. L'épave est retrouvée le lendemain par 38 mètres de fond, à 6 km de la côte.
- Seine-et-Marne : La police a démantelé à Meaux un réseau d'Europe de l'Est impliqué dans un trafic de cigarettes contrefaites[14].

Santé publique
- Grippe A(H1N1) : Le gouvernement français a commandé 94 millions de doses de vaccins contre le virus de la  grippe A(H1N1). Un processus accéléré de validation de l'autorisation de mise sur le marché est en cours[15].

### Mercredi5 août 2009
Économie
- Icade, filiale foncière de la Caisse des dépôts et consignations va vendre pour près de 2 milliards d'euros à un consortium formé par la Société nationale immobilière, filiale de la CDC, et différents organismes HLM, 26 034 logements pour près de 2 milliards d'euros, la plus grande opération de ce type jamais réalisée en France[16].
- Vin : FranceAgriMer, l'établissement public chargé des produits agricoles et de la mer, estime que le potentiel de récolte de vin en France en 2009 est estimé à près de 48 millions d'hectolitres, soit 13 % de plus qu'en 2008. 23,5 millions d'hectolitres sont des AOP et 16,9 millions d'hectolitres sont des IGP et 7,7 millions sont pour des Cognac et Armagnac[17].

Affaires diverses
- Val-de-Marne : 10 mois de prison avec sursis pour une fausse alerte à la bombe à l'aéroport d'Orly[18].
- Seine-Saint-Denis : La police a démantelé en juillet à Pantin un réseau de cinq Chinois impliqués dans un trafic de cigarettes contrefaites[19].

Santé publique
- La France totalise 1 211 cas confirmés ou probables de grippe A(H1N1) dont 7 graves et un décès (30 juillet).
- Isère : Trois rivières (Isère, Drac et Romanche) sont désormais interdite de consommation et de commercialisation des poissons pêchés dans certaines de leurs portions en raison d'une contamination aux PCB (pyralène).

### Jeudi6 août 2009
Économie
- Le chiffre d'affaires 2008 de la presse écrite a reculé de 2,3 %, à 10,6 milliards d'euros, en raison d'un recul tant des ventes (56,2 % du CA, -2,4 %) que des recettes publicitaires (43,8 % du CA, -4,9 %)[20].
- Le déficit commercial de la France s'est creusé en juin et sur les douze derniers mois, le déficit cumulé du commerce extérieur français atteint 52,926 milliards d'euros[21].

Affaires diverses
- Le général Gérard Samuel (57 ans), commandant de la région de gendarmerie de Lorraine et de la gendarmerie pour la zone de défense Est, s'est suicidé à un mois de sa retraite, pendu à son domicile[22].
- Var : La police annonce le démantèlement à Toulon d'un trafic de cocaïne alimentant essentiellement le milieu des établissements de nuit[23].
- Le Conseil constitutionnel a constaté la « déchéance de plein droit » du député Jacques Masdeu-Arus, maire de Poissy de 1983 à mars 2008, de sa qualité de membre de l'Assemblée nationale, après sa condamnation à dix ans d'inéligibilité, dans une affaire de pots de vin[24].
- Deux hauts dirigeants de la Société générale sont l'objet de délits d'initié de la part de l'Autorité des marchés financiers[25].

### Vendredi7 août 2009
Affaires diverses
- Mort accidentelle du juge Catherine Giudicelli, présidente de l'Association des magistrats instructeurs de France.
- Bouches-du-Rhône : la secrétaire d’État à l’Écologie Chantal Jouanno a qualifié de « vrai désastre écologique », la fuite de 4 000 m3 de pétrole d'un oléoduc, reliant Fos-sur-Mer à l'Allemagne, dans la réserve naturelle de Coussouls de Crau.
- Mort de Pierre Le Rolland (88 ans), qui fut le fondateur en novembre 1940 à Nantes de l'un des tout premiers journaux de la Résistance, En captivité, publié de novembre 1940 à juillet 1941[26].
- Mort de l'universitaire François Luchaire (90 ans) qui participa à l'élaboration de la Constitution de la Ve République et fut membre du Conseil constitutionnel[27].

### Samedi8 août 2009
Sport
- Le Français Jérémy Florès a remporté le titre messieurs des Championnats du monde de surf ISA (International Surfing Association), et Antoine Delpero s'est imposé dans la catégorie longboard.

### Dimanche9 août 2009
Affaires diverses
- Mort de l'écrivain Thierry Jonquet (55 ans), auteur d'une vingtaine de romans, notamment pour la Série noire, et de nombreuses nouvelles[28].
- La police démantèle un réseau de 14 voleurs adolescents roumains qui agissait dans les 8e, 9e, 10e, 16e et 17e arrondissements . Huit filles et six garçons âgés de 12 à 16 ans ont été interpellés[29].

### Dimanche16 août 2009
Affaires diverses
- Mort du comédien Roger Mollien (78 ans), pensionnaire de la Comédie-Française[30].

### Mercredi19 août 2009
Économie
- Sur les sept premiers mois de l'année, il est dénombré 178 340 créations sous le régime de l'auto-entrepreneur, soit plus d'une création d'entreprise sur deux. Cette évolution est due en grande partie à la création du statut de l'auto-entrepreneur qui, depuis le 1er janvier, permet aux salariés, chômeurs, retraités ou étudiants de développer une activité à titre principal ou complémentaire pour augmenter leurs revenus, avec des démarches simplifiées.

Affaires diverses
- Seine-Saint-Denis Le syndicat Alliance Police nationale demande des « poursuites » contre « les auteurs de faux témoignages et d'accusations mensongères » visant des policiers après la mort d'un jeune à Bagnolet, à la suite de la publication des conclusions de l'Institut de recherche criminelle de la gendarmerie nationale. Pour Alliance, ce sont des « irresponsables » qui avaient pour « seul but d'attiser le feu social »[31].
- Savoie : Trois membres de l'appareil militaire de l'organisation armée basque ETA ont été arrêtés dans la station de ski du Corbier-Villarembert. Selon le ministre espagnol de l'Intérieur, Alfredo Perez Rubalcaba, « ils seraient les responsables de la logistique de l'appareil militaire […], responsables de fournir des armes, munitions et explosifs aux commandos »[32].
- Hautes-Pyrénées : Découverte à Ferrières d'une cache avec 112 kilos de substance explosive.

Santé publique
- Selon la Caisse nationale d'assurance maladie, les dépenses maladie du régime général de la Sécurité sociale (salariés du privé) ont augmenté de 3,8 % sur les 12 derniers mois (août 2008-juillet 2009)[33].

Sport
- Nicolas Lunven (CGPI) remporte la Solitaire du Figaro à la voile, à l'issue de la 4e et dernière étape Dingle (Irlande) - Dieppe (Seine-Maritime), gagnée par Antoine Koch (Sopra Group).

### Jeudi20 août 2009
Politique
- Le président du Front national Jean-Marie Le Pen déclare que « 90 % des faits divers ont à leur origine soit un immigré soit une personne d'origine immigrée. C'est un fait dont il faut tenir compte », estimant que la lutte contre l'insécurité « passe d'abord par le contrôle de l'immigration »[34].

Affaires diverses
- Publication d'un sondage IFOP sur l'islam en France, données cumulées sur la période 2005-2009[35].
- Pyrénées-Atlantiques : Découverte à Hélette d'une cache de l'ETA.
- Hérault : Découverte à Camplong d'une cache de l'ETA contenant une importante quantité de matériel électronique entrant dans la composition d'engins explosifs, 2 600 cartouches, 450 mètres de cordons détonant, 83 détonateurs, des substances explosives, des radios portatives et des uniformes de gendarme[36].

### Vendredi21 août 2009
Politique
- Ouverture à Arles de l'université d'été de l'association altermondialiste Attac France[37].

Économie
- Marne : Un millier de personnes ont porté plainte contre le groupe Trèves (équipementier pour l'industrie automobile) pour « utilisation frauduleuse » d'une aide publique de 55 millions d'euros, après la fermeture de son usine PTPM à Ay, supprimant 130 emplois et transférant l'activité à l'étranger hors de l'Union européenne[38].
- Gaz en bouteille : L'Autorité de la concurrence reproche à quatre sociétés (Antargaz, Butagaz, Primagaz et Totalgaz) une entente sur le marché du gaz en bouteille avec « un abus de position dominante » et des « pratiques concertées sur les prix ». Environ 53 millions de bouteilles de gaz sont vendues chaque année en France auprès de 10 millions de clients pour un chiffre d'affaires avoisinant le milliard d'euros[39].

Affaires diverses
- Hautes-Pyrénées : Découverte à Ferrières d'une cache avec 112 kilos de substance explosive.
- Hérault : Découverte à Ferrals-les-Montagnes, près de Vieussan et à Minerve, de trois nouvelles caches de l'ETA contenant « des armes, des munitions, des explosifs »[40],[41].
- Corse : Cinq plongeurs italiens ont été arrêtés alors qu'ils étaient en train de piller un champ d'amphores entre l'île de Cavallo et les îles Lavezzi, dans la réserve naturelle des Bouches de Bonifacio[42].

### Samedi22 août 2009
Affaires diverses
- Mort d'Adrien Zeller (72 ans), président UMP de la région Alsace, ancien député et secrétaire d’État[43].

### Dimanche23 août 2009
Politique
- L'ancien ministre Claude Allègre estime que la mise en place d'une taxe carbone sera « une initiative catastrophique pour notre pays », « elle serait inutile climatiquement, injuste socialement, nuisible économiquement »[44].

Économie
- Le Médiateur du crédit a été saisi par 15 174 entreprises depuis le lancement du dispositif il y a neuf mois. Il estime avoir contribué à conforter « près de 6 633 société dans leur activité » et à préserver « 141.546 emplois en France »[45].

Affaires diverses
- Var : Un Socata monomoteur de type TB9, en provenance de Cannes-Mandelieu s'est écrasé à Callas dans un massif boisé proche d'habitations avant de prendre feu, tuant les cinq occupants, dont deux enfants de 8 et 13 ans[46].

### Lundi24 août 2009
Politique
- Création d'une nouvelle organisation lycéenne, baptisée Force lycéenne et orientée à l'extrême gauche[47].

Culture
- Le musée national Picasso à Paris est fermé jusqu'en février 2012, afin de permettre un ample réaménagement de cet établissement qui possède plus de 5 000 œuvres de l'artiste mais n'en expose qu'un nombre limité faute d'espace. Il a été créé après le décès du peintre en 1973, grâce à la dation d'une partie de la collection personnelle de Picasso par ses héritiers, puis enrichi depuis avec d'autres dations, dont celle de Jacqueline Picasso. Le musée reçoit 500 000 visiteurs par an dont 65 % d'étrangers[48].

Affaires diverses
- Démographie : Selon l'INSEE, la natalité française a augmenté en 2008 de 1,2 % avec 828 400 naissances et un taux de fécondité proche de 2,02 enfants par femme (1,5 pour la moyenne européenne). 52 % des naissances sont hors mariage. 6,9 % des enfants sont nés de deux parents étrangers et 12,7 % sont issus des couples mixtes[49].

Santé
- La ministre de la Santé Roselyne Bachelot estime à 3 000 au lieu 1 200, le nombre de cas de grippe A/H1N1 intervenant par semaine en France, selon un nouveau système de comptage fondé sur le nombre de visites en médecine de ville[50].

### Mardi25 août 2009
Politique
- Le conseil des ministres adopte la réforme du redécoupage électoral. 33 circonscriptions législatives sont supprimées sur 556 en France métropolitaine et remplacées par 33 nouvelles « afin de réduire les disparités démographiques apparues depuis le découpage de 1986 ». 10 autres circonscriptions sont dévolues aux collectivités d'outre-mer et 11 aux Français de l'étranger[51].

Affaires diverses
- L'adolescente de 14 ans qui a disparu d'un camping près de Perpignan, a été retrouvée à Toulouse. Elle a été séquestrée et violée à plusieurs reprises, par deux hommes d'origine turque et une femme, qui seront arrêtés une quinzaine de jours après[52].

### Mercredi26 août 2009
Politique
- Alain Lambert (UMP), vice-président de la commission des finances du Sénat et ancien ministre du Budget, critique le grand emprunt national, la suppression partielle de la taxe professionnelle et la nouvelle contribution climat-énergie dite « taxe carbone »[53].

Économie
- Seine-Maritime : Renault annonce l'arrêt prochaine de la production de la Renault Vel Satis à l'usine de Sandouville qui produit aussi la Laguna et l'Espace.

Affaires diverses
- Corse : La voiture d'un journaliste a été fortement endommagée par une explosion dans la nuit à Conca dans le sud de l'île. Le journaliste, Enrico Porsia, italien d'origine, est un ex-militant des Brigades rouges exilé en France, qui vit à Bastia, mais se trouvait à Conca pour ses vacances. Il est responsable du service enquête du site internet amnistia.net et a dernièrement couvert le projet de Plan d'aménagement et de développement durable de la Corse[54].
- Haute-Marne : Échauffourées à Saint-Dizier (quartier de Vert-Bois) entre « jeunes » et policiers à la suite d'une attaque contre les pompiers[55].
- Val-d'Oise : La douane a saisi à Argenteuil 6,3 tonnes de cigarettes de contrebande[56].

Culture
- L'historien Jean-Noël Jeanneney, ancien président de la Bibliothèque nationale de France (2002-2007), initiateur de Gallica et de la bibliothèque numérique Europeana dénonce l'accord entre la BNF et Google[57].

### Jeudi27 août 2009
Affaires diverses
- Tarn : découverte à Massaguel d'une nouvelle cache de l'ETA — la 13e en huit jours — contenant des 18 kg de produits explosifs et des armes.
- Gard : découverte à Rivières d'une nouvelle cache de l'ETA  contenant des faux papiers et de la documentation[58].

Sport
- La Française Morgane Ribout (21 ans) remporte à Rotterdam le titre mondial des -57 kg de judo, en battant en finale la triple championne d'Europe portugaise Telma Monteiro sur yuko.

### Vendredi28 août 2009
Affaires diverses
- Paris : La police annonce avoir résolu dans la semaine deux affaires distinctes de drogues. À la gare du Nord, deux Somaliens en provenance de Rotterdam ont été interpellés avec 43 kg de Khat et à la gare d'Austerlitz, une Brésilienne en provenance de Madrid a été interpellée avec 3 kg de cocaïne[59].
- Mort du marionnettiste André Tahon (78 ans), créateur de la chenille Ploom, du petit magicien Papotin et de Sourissimo[60].

### Samedi29 août 2009
Affaires diverses
- Le ministre du Budget Éric Woerth annonce que Bercy s'est procuré une liste de « 3 000 contribuables français » détenant des comptes dans trois banques en Suisse pour un montant de trois milliards d'euros « dont une partie correspond très probablement à de l'évasion fiscale ». « La majorité des noms ont été obtenus par le biais du renseignement fiscal, de manière non anonyme et sans contrepartie financière et d'autres, par des déclarations d'établissements bancaires »[61].

### Dimanche30 août 2009
Culture
- Le festival Rock en Seine a battu son record d'affluence pour sa septième édition, avec 97 000 spectateurs sur trois jours, malgré l'annulation à la dernière minute du spectacle du groupe britannique Oasis, tête d'affiche du festival[62].

Affaires diverses
- Somme : Huit bus des Courriers automobiles picards ont été brûlés dans la soirée sur le parking du dépôt à Rivery (près d'Amiens). Ils servaient de pièces détachées pour la maintenance des bus en service[63].
- Selon le syndicat Alliance Police nationale, la journaliste Mélissa Theuriau se montre très agressive à l'encontre du ministre de l'Intérieur Brice Hortefeux et des policiers lors de l'émission de M6 Zone interdite[64].

Sport
- Judo : Le Français Teddy Riner remporte à Rotterdam le titre mondial des +100 kg de judo, en battant en finale le Cubain Oscar Brayson.

### Lundi31 août 2009
Économie
- Crédit à la consommation : Le montant total des crédits à la consommation accordés en France a reculé de 18,2 % sur une année.
- Internet haut-débit : Selon l'Arcep, la France comptait fin juin 18,67 millions d'abonnés à l'internet haut débit (+12 % en un an), dont 17,62 millions via l'ADSL. Plus de 5,66 millions d'internautes ont désormais renoncé à l'abonnement téléphonique à France Télécoms et opté pour le dégroupage total[65].
- Agriculture : Selon le ministre de l'Agriculture Bruno Le Maire l'agriculture traverse « la crise économique la plus grave de ces trente dernières années » évoquant les difficultés du secteur laitier et de la filière fruits et légumes particulièrement touchées par la baisse des prix, entraînant une diminution des revenus pour les producteurs[66].